# Carrizo
Carrizo – gmina w Hiszpanii, w prowincji León, w Kastylii i León, o powierzchni 41,85 km². W 2011 roku gmina liczyła 2499 mieszkańców.